# Старо бежанијско гробље
Старо бежанијско гробље гробље је у Београду. Налази се у улици Мустафе Голубића 4 у насељу Бежанија, на Новом Београду.
Гробље је површине 2,2 хектара, а основано је крајем 19. века.
У непосредној близини је Спомен-гробље на Бежанијској коси.